# Justus Scheibert

Justus Scheibert während seiner Zeit als Beobachter bei der konföderierten Armee

Justus Scheibert (* 16. Mai 1831 in Stettin; † 4. Juli 1903 in Groß-Lichterfelde) war ein preußischer Ingenieuroffizier im Range eines Majors und Kriegsberichterstatter.

## Leben
Justus Scheibert war ein Sohn des Stettiner Schuldirektors Karl Gottfried Scheibert und dessen Ehefrau Adelheid, Tochter des Stettiner Gymnasiallehrers Justus Günther Graßmann. Scheibert machte sein Abitur an der Friedrich-Wilhelms-Schule in seiner Heimatstadt Stettin und trat 1849 in die Preußische Armee ein. Er begann bei der 2. Pionierabteilung in Stettin und besuchte die Vereinigte Artillerie- und Ingenieurschule in Charlottenburg bei Berlin.
Seit 1859 berichtete Scheibert im Auftrag der preußischen Regierung von zahlreichen Kriegsschauplätzen. Seine Berichte über den US-Bürgerkrieg, den Boxeraufstand in China und den Burenkrieg machten ihn zu einem der gefragtesten Militärschriftsteller seiner Zeit.
Als preußischer Beobachter des amerikanischen Bürgerkrieges war Scheibert ab 1863 sieben Monate auf konföderierter Seite, unter anderem mit den Generälen Robert E. Lee und Jeb Stuart an den Schlachten von Chancellorsville, Brandy Station und Gettysburg beteiligt.
Scheibert hatte eine offensichtliche Vorliebe für den Süden, auf dessen Seite er berichtete. Die militärische und politische Führung der Nordstaaten beurteilte er als ein bürokratisches Durcheinander. In seinem Bericht, der direkt nach dem Krieg geschrieben wurde, verglich Scheibert Präsident Abraham Lincolns militärische Unerfahrenheit mit der Kriegserfahrung von Jefferson Davis und verhöhnte ihn als „der Aufgabe nicht gerecht werdend“, die Unionsarmee von einem „bewaffneten Mob“ zu einer schlagkräftigen Kampfeinheit zu verwandeln. Den Süden verglich er dagegen mit den alten englischen Kavalieren und ihren alten literarischen und kulturellen Traditionen.
Scheibert war ebenfalls 1864 am Krieg gegen Dänemark sowie 1870/71 am Krieg gegen Frankreich beteiligt.
1872 wurde er zum Major befördert. Zuletzt war er ab 1876 Platzingenieur in Küstrin. 1877 wurde er aus der Preußischen Armee verabschiedet.
Er war von 1880 bis 1884 Redakteur der Hirschberger Zeitung Post aus dem Riesengebirge und von 1885 bis 1902 der Kreuzzeitung. Zudem war er Chefredakteur der Zeitung Heer und Flotte.
Scheibert wurde unter anderem mit dem Roten Adlerorden 4. Klasse mit Schwertern (1864) und mit dem Lippischen Ehrenkreuz (1875) ausgezeichnet.
Scheibert war verheiratet und hatte fünf Söhne. Der Brigadegeneral und Militärschriftsteller Horst Scheibert (* 1918; † 2010) war sein Enkel.

## Schriften
Angegeben ist immer das Jahr der Erstveröffentlichung, falls ermittelbar. Es gibt zahlreiche, zum Teil erweiterte Neuauflagen diverser Verlage.
- Im Feldlager der Konföderierten. 1863.
- Sieben Monate in den Rebellen-Staaten während des nordamerikanischen Krieges. Verlag Th. von der Nahmer, Stettin 1863. – Seven Months in the Rebel States During the North American War, 1863, translated from the German by Joseph C. Hayes, edited with an introduction by Wm. Stanely Hoole, The Confederate Publishing Company, Inc., [ohne Ort], 1958. Digitalisat
- Der Bürgerkrieg in den Nordamerikanischen Staaten. E.S. Mittler & Sohn, Berlin 1874.
- Justus Scheibert's US-Bürgerkrieg

Band 1: Konföderierte Profile.
Band 2: Schlachten und Gefechte.
Band 3: Strategie und Taktik.
- Der Krieg 1870–1871 zwischen Deutschland und Frankreich. Gustav Fock Verlag, Leipzig 1888.
- Die Grosse Reiterschlacht bei Brandy Station. mit Heros von Borcke, Verlag Paul Kittel, Berlin 1893. Digitalisat
- Der Segelsport. Verlag Grethlein, Leipzig.
- Illustriertes deutsches Militär-Lexikon. W. Pauli’s Nachf. (H. Jerosch), Berlin 1897.
- Kaiser Wilhelm I. und Seine Zeit. Becker Verlag, Berlin 1898.
- Der Krieg in China 1900–1901. Band 1, Verlag A. Schröder, Berlin 1901.
- Der Krieg in China 1900–1901. Band 2, Verlag A. Schröder, Berlin 1902.
- Der Freiheitskampf der Buren und die Geschichte ihres Landes. Verlag A. Schröder, Berlin 1900.
- Mit Schwert und Feder. E.S. Mittler & Sohn, Berlin 1902.
- Die Kriege von 1864 und 1866: Unter Zugrundelegung der grossen Generalstabswerke. Vaterländischer Verlag, Berlin 1904.